# چشمه دوزخ
چشمه دوزخ یک منطقهٔ مسکونی در افغانستان است که در ولایت بادغیس واقع شده‌است.